# 里沃昂塞纳
里沃昂塞纳（法語：Rives-en-Seine，法語發音：[ʁiv ɑ̃ sɛn]）是法国滨海塞纳省的一个市镇，属于鲁昂区。该市镇于2016年1月1日由原市镇科地区科德贝克、圣旺德里耶-朗松和维勒基耶合并而成。

## 地名
“里沃昂塞纳”（Rives-en-Seine）一名在法语中意为“塞纳河之地的岸”。

## 地理
里沃昂塞纳（49°31'38"N, 0°43'37"E）面积34.14 平方千米，位于法国诺曼底大区滨海塞纳省，该省份为法国北部沿海省份，其西部及北部濒大西洋英吉利海峡，东起顺时针与索姆省、瓦兹省、厄尔省和卡爾瓦多斯省接壤。
与里沃昂塞纳接壤的市镇（或旧市镇、城区）包括：圣阿尔努、莫莱夫里耶-圣热特吕德、卢沃托、图夫勒维尔-拉科尔伯利讷、圣玛格丽特-叙迪克莱尔、勒特雷、布利克蒂圣母村、瓦特维尔拉吕、塞纳河畔热罗姆港、圣马丹德利夫、阿尔洛讷昂塞纳。
里沃昂塞纳的时区为UTC+01:00、UTC+02:00（夏令时）。

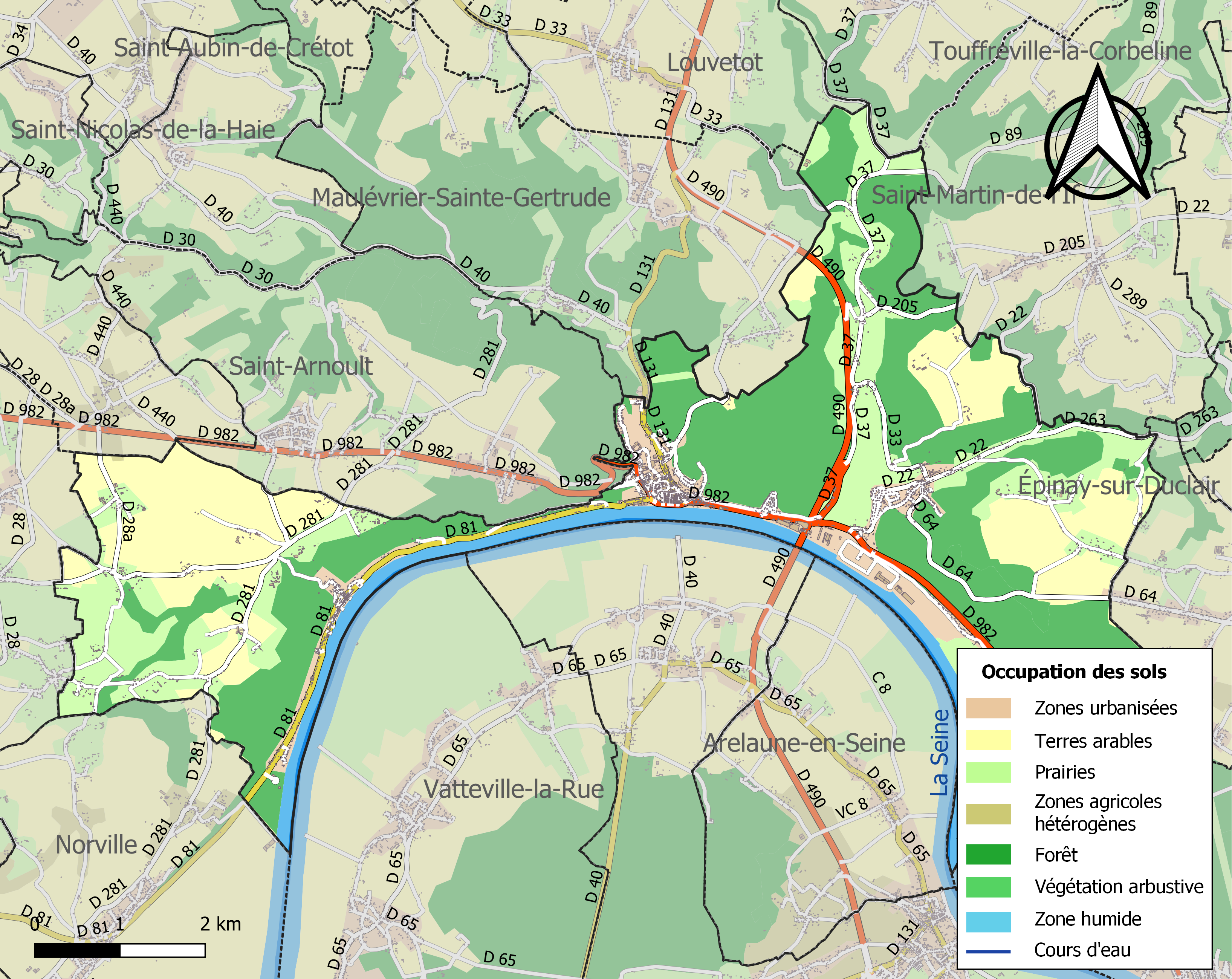
里沃昂塞纳的OSM定位图

## 行政
里沃昂塞纳的邮政编码为76490，INSEE市镇编码为76164。

## 政治
里沃昂塞纳所属的省级选区为塞纳河畔热罗姆港县。

## 人口
里沃昂塞纳于2022年1月1日时的人口数量为4044人。